# Géza (nome)
Géza  è un nome proprio di persona ungherese maschile.

## Origine e diffusione
Nome di interesse storico, venne portato da Géza, capo degli Ungari nel X secolo, padre di Stefano I d'Ungheria. Il nome, attestato anticamente come Gyeücsa, è di origine incerta: potrebbe trattarsi del diminutivo del titolo nobiliare ungherese gyevü o gyeü, che a sua volta deriva dal turco jabgu. 

## Onomastico
Il nome non è portato da alcun santo, quindi è adespota, e l'onomastico ricade il 1º novembre in occasione di Ognissanti.

## Persone
- Géza d'Ungheria, capo degli Ungari
- Géza I d'Ungheria, re d'Ungheria
- Géza II d'Ungheria, re d'Ungheria

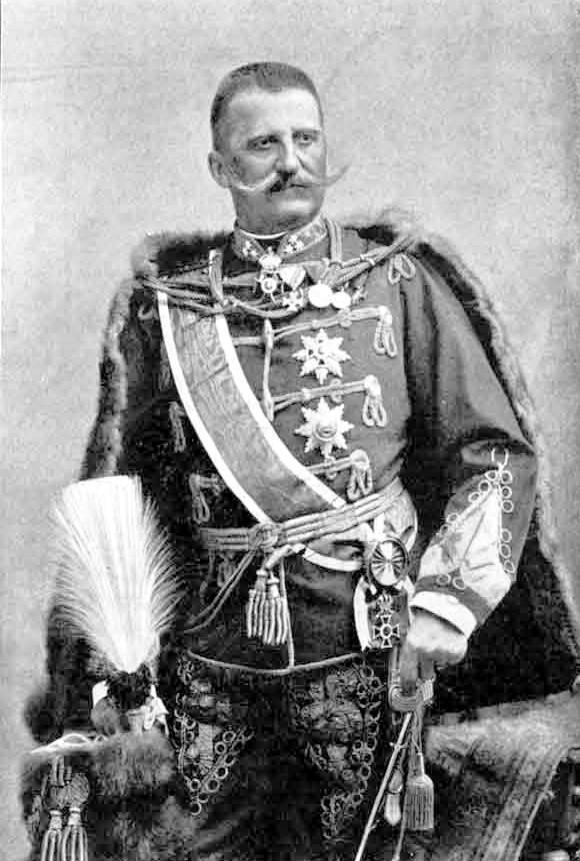
Géza Fejérváry

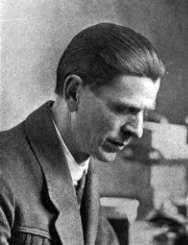
Géza Maróczy

- Géza Anda, pianista ungherese naturalizzato svizzero
- Géza Csáth, scrittore e psichiatra ungherese
- Géza Fejérváry, generale ungherese
- Géza Gallos, calciatore austriaco
- Géza Gulyás, calciatore ungherese
- Géza Imre, schermidore ungherese
- Géza Kalocsay, allenatore di calcio e calciatore cecoslovacco
- Géza Kardos, cestista ungherese
- Géza Kertész, calciatore e allenatore di calcio ungherese
- Géza Kiss, nuotatore ungherese
- Géza Lakatos, generale ungherese
- Géza Maróczy, scacchista ungherese
- Géza Róheim, antropologo e psicoanalista ungherese
- Géza Székány, calciatore e allenatore di calcio ungherese
- Géza Toldi, calciatore e allenatore di calcio ungherese
- Géza von Bolváry, regista, sceneggiatore e attore ungherese naturalizzato austriaco
- Géza von Radványi, regista, sceneggiatore e produttore cinematografico ungherese